# 小出真朱
小出 真朱（こいで まみ）は、日本の漫画家、ライター、実業家。「ねぞうアート」の創始者であり、ねぞうアートブームの火付け役でもあった 。本名、角南真朱 。

## 経歴
神奈川県出身、日本大学芸術学部放送学科を卒業。フジテレビ「少年隊夢」やニッポン放送「夜のドラマハウス」等の放送作家を経て、1996年に小学館の少女漫画誌「別冊少女コミック」で漫画家デビュー。宇宙田かいの別名義もある。
2012年、家にあるタオルなどを使い、構図を工夫して赤ちゃん写真を撮る「ねぞうアート」を始め、ねぞうアートの制作方法や撮り方を指南した書籍「ねぞうアートの本 寝ている間にHAPPY赤ちゃん写真」をぶんか社から発行。株式会社ハハノマドを設立、東京都世田谷区でねぞうアートをコンセプトにしたキッズスペース「ねぞうアートらんど」を運営した。
2017年7月26日、代表を務める株式会社ハハノマドが経営不振と資金繰りの悪化により破産 、負債総額は約2000万円。

## 著書
- 『お化粧野郎バンドルナルナ』（全2巻） ぶんか社、2007年8月。ISBN 978-4-8211-8482-8　※宇宙田かい名義
- 『ジゴロちゃん』 小学館、2008年8月8日。ISBN 978-4-0913-1815-2
- 『ココロあみ→ご ~よつばのハート~』 小学館、2009年2月27日。ISBN 978-4-0928-9719-9
- 『ねぞうアートの本 寝ている間にHAPPY赤ちゃん写真』 ぶんか社、2012年6月30日。ISBN 978-4-8211-4341-2
- 『はずみでヨメになりました 』 小学館、2012年9月10日。ISBN 978-4091-34658-2
- 『とんでもオヤジの「学び革命」 「京大3兄弟」ホーツキ家の「掟破りの教育論」小学館、2016年6月6日。ISBN 978-4093965361